# Società Polisportiva Tre Penne 2012-2013
Questa voce raccoglie le informazioni riguardanti la Società Polisportiva Tre Penne nelle competizioni ufficiali della stagione 2012-2013.

## Stagione
La squadra prende parte alle qualificazioni per la UEFA Champions League 2012-2013 venendo eliminata al primo turno dai lussemburghesi del Dudelange.

## Rosa
| N. |                       | Ruolo | Calciatore          |
| -- | --------------------- | ----- | ------------------- |
|    | San Marino (bandiera) | P     | Stefano Braga       |
|    | Italia (bandiera)     | P     | Alfredo Chierighini |
|    | San Marino (bandiera) | P     | Fabio Macaluso      |
|    | San Marino (bandiera) | P     | Federico Valentini  |
|    | Italia (bandiera)     | D     | Francesco Baschetti |
|    | San Marino (bandiera) | D     | Elya Bonifazi       |
|    | San Marino (bandiera) | D     | Nicola Chiaruzzi    |
|    | San Marino (bandiera) | D     | Pasquale D'Orsi     |
|    | San Marino (bandiera) | D     | Mattia Fretta       |
|    | San Marino (bandiera) | D     | Luca Nanni          |
|    | San Marino (bandiera) | D     | Andrea Rossi        |
|    | Italia (bandiera)     | D     | Moris Tamburini     |
|    | San Marino (bandiera) | D     | Lorenzo Canini      |
|    | San Marino (bandiera) | D     | Lorenzo Capicchioni |
|    | San Marino (bandiera) | C     | Giuliano Badau      |
|    | Italia (bandiera)     | C     | Gabriele Cardini    |
|    | San Marino (bandiera) | C     | Enrico Cibelli      |

| N. |                       | Ruolo | Calciatore            |
| -- | --------------------- | ----- | --------------------- |
|    | San Marino (bandiera) | C     | Maurizio Di Giuli     |
|    | San Marino (bandiera) | C     | Sam Fantini           |
|    | San Marino (bandiera) | C     | Manuel Francesconi    |
|    | Russia (bandiera)     | D     | Vladimir Mikhaylovsky |
|    | San Marino (bandiera) | D     | Federico Nanni        |
|    | San Marino (bandiera) | C     | Matteo Rossi          |
|    | San Marino (bandiera) | C     | Alex Gasperoni        |
|    | San Marino (bandiera) | C     | Giovanni Bonini       |
|    | San Marino (bandiera) | C     | Marco Protti          |
|    | San Marino (bandiera) | A     | Cristiano Luconi      |
|    | San Marino (bandiera) | A     | Manuel Marani         |
|    | Italia (bandiera)     | A     | Daniele Pignieri      |
|    | San Marino (bandiera) | A     | Marco Rosti           |
|    | San Marino (bandiera) | A     | Matteo Valli          |
|    | Marocco (bandiera)    | A     | Mohamed Zaboul        |
|    | San Marino (bandiera) | A     | Andrea Zanotti        |